# Petlovac (ort)
Petlovac är en ort i Kroatien.   Den ligger i länet Baranja, i den östra delen av landet, 200 km öster om huvudstaden Zagreb. Petlovac ligger 91 meter över havet och antalet invånare är 805.
Terrängen runt Petlovac är platt. Runt Petlovac är det ganska glesbefolkat, med 34 invånare per kvadratkilometer. Närmaste större samhälle är Beli Manastir, 6,0 km öster om Petlovac. Trakten runt Petlovac består till största delen av jordbruksmark.